# Paola Kaufmann
Paola Yanielli Kaufmann (General Roca, 8 de março de 1969 - Buenos Aires, 25 de setembro de 2006) foi uma bióloga e escritora argentina.
Doutora em Neurociências pela Universidade de Buenos Aires, fez seu pós-doutorado no Smith College de Massachusetts. Em 2003 voltou para a Argentina, onde permaneceu até a sua morte, aos 37 anos de idade. Deixou um livro de contos inédito, La ninfómana y el trepanador.
Seu romance La Hermana, sobre a vida de Emily Dickinson, lhe rendeu o Prêmio Casa de las Américas. Ao longo da sua carreira, foi ganhadora também do Prêmio Planeta e duas vezes do Prêmio do Fondo Nacional de las Artes.

## Obras
- 1998 - La noche descalza
- 2003 - La hermana
- 2005 - El lago
- 2006 - Humor vítreo
- 2006 - El campo de golf del club del diablo